# Hydropsyche bulgaromanorum
Hydropsyche bulgaromanorum är en nattsländeart som beskrevs av Malicky 1977. Hydropsyche bulgaromanorum ingår i släktet Hydropsyche och familjen ryssjenattsländor. Inga underarter finns listade i Catalogue of Life.